# Simultanmessung
Simultane (gleichzeitige) Messungen an unterschiedlichen Positionen oder mit verschiedenen Instrumenten spielen in den Naturwissenschaften und der Technik eine große Rolle. Der Zweck solcher Messungen ist meist die Elimination von Fehlerquellen. Im Detail kann dies unter anderem sein:
- Untersuchung von wechselnden Umwelteinflüssen – am häufigsten der Temperatur
- Aufspüren systematischer Fehler
- Einflüsse des Beobachters und der Messmethode
- Einfluss verschiedener Messinstrumente und optisch-mechanischer Einflüsse
- Elimination konstanter Größen
- Elimination von Fehlern im Zeitsystem.

Besonders große Bedeutung haben Simultanverfahren überall dort, wo es um hohe relative Messgenauigkeiten geht. Je höher die Genauigkeit, desto mehr störende Effekte treten auf. Sie müssen entweder unschädlich gemacht oder mathematisch-physikalisch modelliert werden.

## Geodäsie und Astronomie
In den Fachgebieten der Geodäsie und Astronomie werden heutzutage Genauigkeiten von 1 : 1 Million und mehr gefordert. Daher wurde eine Reihe von simultanen Mess- und Bestimmungsverfahren auf den verschiedensten Ebenen entwickelt:
- gleichzeitige Ablesung an verschiedenen Stellen eines Messinstruments – was z. B. Temperatur- und Schwingungseffekte verringert
- Ablesung oder Aufspiegelung von gegenüberliegenden Stellen an Teilkreisen – was die Exzentrizität zwischen Kreis und Achse eliminiert (siehe auch Doppelkreis-Theodolit)
- gegenseitig-gleichzeitige Messungen der Zenitdistanz zwischen zwei Punkten  was die Genauigkeit von präzisen Höhenmessungen auf das 2–3 fache steigert
- Simultane oder fast-simultane Messung von Sternen auf symmetrischen Seiten des Himmels – was die Refraktion und die Fernrohrbiegung eliminiert und die persönlichen oder instrumentellen Messfehler stark verringert
- Stellartriangulation – die gleichzeitige Messung von Hochzielen von zwei Standpunkten aus, wodurch genaue Ebenen aufgespannt und weite Distanzen überbrückt werden können (siehe auch Satellitenfotogrammetrie)
  - Gleichzeitig erfolgt statt einer nur relativen eine absolute Orientierung der Messungen – direkt im Koordinatensystem der Fundamentalsterne
- Simultane Messungen nach Gestirnen oder Satelliten in der Navigation und Astrometrie.

## Beispiele aus anderen Fachgebieten

### Fotografie
In Fotografie und Photogrammetrie geht es ebenfalls vorwiegend um Messung geometrischer Größen. Daher sind ähnliche Verfahren wie oben in Gebrauch.

### Navigation
In der Navigation: Simultane Messung von Laufzeiten verschiedener Funkwellen – etwa bei LORAN, Decca und Global Positioning System.

### Physik
- Gegenläufige Lichtstrahlen und ihre Interferenz
- gegenläufige Bahnen von Elementarteilchen, Überlagerungen, Kollisionen etc.
- Synchronisation von physikalischen Vorgängen und Zeitsystemen

### Elektrotechnik
In der Datenübertragung die Zangenmessung: Zwei zeitlich synchronisierte Messgeräte beobachten, z. B. das Aussenden eines Wahlbefehls im ISDN und gleichzeitig das Eintreffen des ankommenden Rufes am anderen Ende. Damit sind Protokollübersetzungsfehler erkennbar.

### Chemie
- Erkennung von Korrelationen zwischen Struktur und Katalyse.

Bspw.: ändert sich nur die elektronische Struktur, sobald die Katalyse beginnt, oder verändert sich auch die atomare Anordnung am Katalysator, z. B. Teilreduktion, Aufweitung Kristallgitter, Poreneffekte.
- Messung der Kinetik in Abhängigkeit von der Temperatur, Partialdruck der Edukte z. B. O2, CO etc.
- Korrelationen von Nah und Fernordnungseffekten mit verschiedenen Methoden, da sich die Methoden komplementieren, z. B. Exafs/Xanes zur Bestimmung der lokalen Struktur (nächste Nachbarn) und XRD zur Kategorisierung des Kristallsystems (Fernordnungseffekte, Überstrukturen statistische oder geordnete Verteilung von Defekten, Leerstellen etc.)